# Småfläckig kungsnattslända
Småfläckig kungsnattslända (Semblis atrata) är en nattsländeart som först beskrevs av Gmelin 1789.  Småfläckig kungsnattslända ingår i släktet Semblis och familjen broknattsländor. Arten är reproducerande i Sverige. Utöver nominatformen finns också underarten S. a. chinganica.

## Bildgalleri

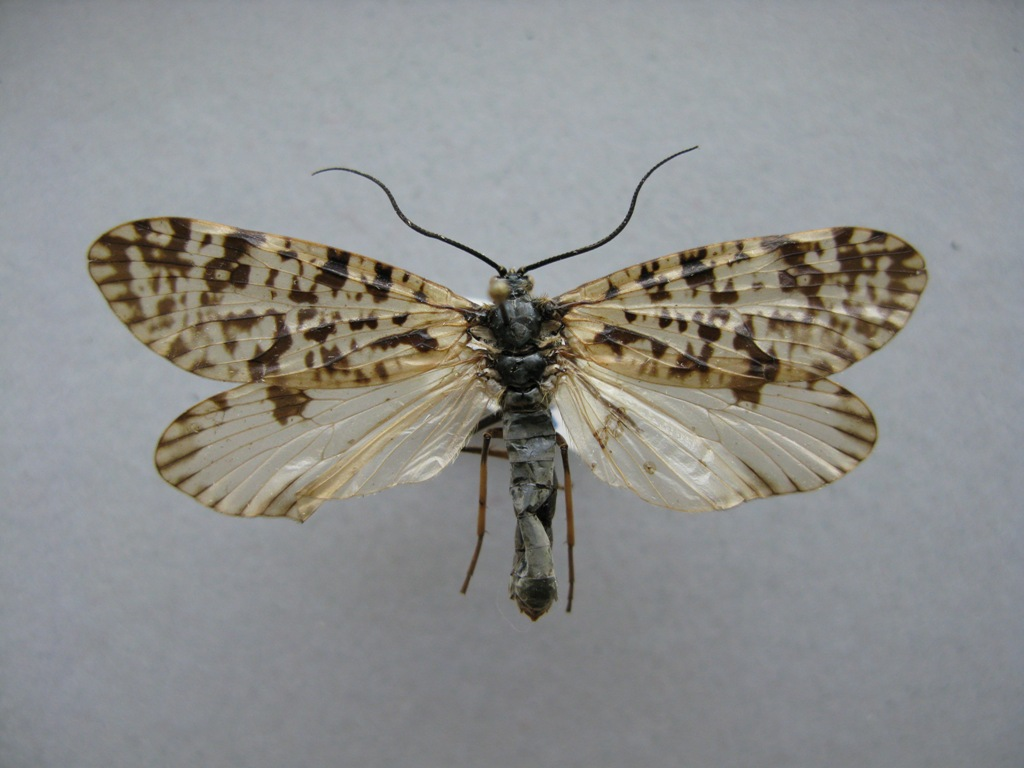